# Modo subjuntivo
El  modo subjuntivo es un modo gramatical presente en muchas lenguas con diferentes valores, entre los cuales suelen estar las afirmaciones hipotéticas, inciertas, o los deseos; todos ellos caracterizados por el rasgo irrealis, que se opone al rasgo realis del indicativo.
Es característico de muchas lenguas indoeuropeas, como las lenguas romances y las lenguas germánicas. En gramática tradicional se dice que es el modo de la oración adjunta cuya acción, mediante el contenido de la oración principal o el tipo de nexo con ella, toma el carácter subjetivo de posible, probable, hipotética, creída, deseada, temida o necesaria. Sin embargo, el subjuntivo aparece igualmente marcando hechos que son perfectamente objetivos, reales y constatados («Me alegra que estés aquí», en oposición al indicativo: «Me alegra que estás aquí»), así como el indicativo lo hace en cualquiera de los contextos que la tradición adjudica al modo subjuntivo, como la posibilidad («Posiblemente ya lo sabe», en oposición al subjuntivo: «Posiblemente ya lo sepa»), la probabilidad («Probablemente está durmiendo», subjuntivo: «Probablemente esté durmiendo»), la hipótesis («Si llueve, no voy», subjuntivo: «Tal vez llueva»), el deseo («Tú te comes eso ahora mismo», subjuntivo: «Quiero que te comas eso ahora mismo»), el temor («Lo que me da miedo es que tenga una pistola»), o la necesidad («Necesito que te comas eso»). El subjuntivo está mejor caracterizado como la suspensión de la modalidad declarativa que expresa el indicativo sobre el hecho que marca, esto es, como el modo de la no-declaración.

## El modo subjuntivo en las lenguas indoeuropeas
La lengua reconstruida conocida como protoindoeuropeo es la lengua hipotética de la cual descienden muchas familias de lenguas modernas. En estas se incluyen las lenguas romances, las celtas, las germánicas, las eslavas, muchas de las del subcontinente indio y las lenguas iranias o persas, entre otras. Esta lengua tenía dos modos muy emparentados: el subjuntivo y el optativo. Más adelante, muchas de las lenguas descendientes del indoeuropeo las combinaron, creando un modo gramatical híbrido o perdiéndolo por completo.
En el indoeuropeo, el subjuntivo era el irrealis, usado para situaciones hipotéticas o contrafácticas. El modo optativo servía para expresar deseos o esperanzas.
Entre las lenguas indoeuropeas, solo el albanés, el avesto, el griego antiguo y el sánscrito, y hasta cierto punto el antiguo eslavo eclesiástico, mantuvieron el subjuntivo y el optativo como modos separados y paralelos. Sin embargo, en el sánscrito el uso del subjuntivo solo se encuentra en la lengua védica temprana y el optativo y el imperativo son, en comparación, todavía menos frecuentes. Más tarde (desde el 500 d. C.), el subjuntivo cayó en desuso y el optativo e imperativo tomaron su lugar. Las conjugaciones de la primera persona del subjuntivo, sin embargo, se siguieron usando, transferidas al imperativo, que más adelante, perdió la forma correspondiente a la primera persona.

### El latín y las lenguas romances
El subjuntivo latino consta principalmente de formas del optativo, mientras que algunas de las formas del subjuntivo original pasaron a formar la flexión del tiempo futuro latino. Esto sucede especialmente con la tercera conjugación latina. En latín, la *i del optativo pasado se manifiesta en el hecho de que el subjuntivo latino tiene típicamente vocales cerradas incluso cuando el modo indicativo utiliza vocales menos cerradas. El rogamus latino se convierte en rogemus en subjuntivo, por ejemplo.
El modo subjuntivo mantiene una forma altamente distinta para casi todos los verbos en portugués, español, italiano y catalán (entre otras lenguas romances), y para gran cantidad de verbos en francés. Todos estos idiomas heredaron el subjuntivo del latín, donde el modo subjuntivo combina varios modos y usos de la inflexión original indoeuropea, incluyendo el subjuntivo original y el modo optativo. También expresa la acción del verbo con significado de duda o de posibilidad.

### Lenguas germánicas
En las lenguas germánicas el subjuntivo se forma generalmente basándose en el antiguo modo optativo. En alemán y neerlandés, el subjuntivo se marca generalmente con una -e, y muchas veces (en el nórdico antiguo y en el islandés) con metafonía -i, mostrando la presencia de un sufijo *i que es representativo de un optativo.
En el nórdico antiguo, una -i marca típicamente el subjuntivo: grefr (él cava) se convierte en grafi (que cave). Y mientras casi todos los signos de este sufijo se han perdido en el inglés moderno, el cambio de was a were en el subjuntivo actual del verbo to be (ser) en frases condicionales (If I were a rich man I would ...), marca una adición de sonido vocálico a la forma subjuntiva y deja ver una marca indoeuropea del optativo de hace cinco mil años.

## En español

### Morfología

#### Presente
Para formar el presente de subjuntivo con verbos regulares, se toma el infinitivo, se obtiene el radical (v.g.: trabajar, el radical es trabaj-) y se añaden las siguientes flexiones (o desinencias) para completarlos:
|                         | Verbos terminados en -ar | Verbos terminados en -er o -ir |
| yo                      | -e                       | -a                             |
| tú                      | -es                      | -as                            |
| vos (Rioplatense)       | -es                      | -as                            |
| vos (Centroamérica)     | -és                      | -ás                            |
| él / ella / usted       | -e                       | -a                             |
| nosotros                | -emos                    | -amos                          |
| vosotros                | -éis                     | -áis                           |
| ustedes / ellos / ellas | -en                      | -an                            |

De esta forma hay: yo trabaje, tú trabajes, él trabaje, nosotros trabajemos, vosotros trabajéis, ellos trabajen.
Los verbos que son irregulares en la primera persona del presente de indicativo (forma Yo) por lo general tienen la misma irregularidad en el presente de subjuntivo (tengo - tenga, digo - diga, etc.). Para su construcción solo se elimina la "o" y se agrega la terminación antes mencionada.
Un ejemplo de esto sería: yo ponga, yo traiga, nosotros tengamos, ustedes quieran, ellos construyan, ustedes vean, yo pida.
Hay verbos con irregularidades especiales que difieren entre presente de indicativo y de subjuntivo, aunque son muy pocos; es el caso de ir, saber, ser, haber, esto es: que yo vaya, que yo sepa, que yo sea, que yo haya.

#### Pretérito

##### Pretérito imperfecto o copretérito
En el caso del pretérito imperfecto, se añaden las siguientes terminaciones:
|          | Verbos terminados en ar | Verbos terminados en er o ir |
| yo       | -ara /-ase              | -iera /iese                  |
| tú/vos   | -aras /-ases            | -ieras /-ieses               |
| él       | -ara /-ase              | -iera /-iese                 |
| nosotros | -áramos /-ásemos        | -iéramos /-iésemos           |
| vosotros | -arais /-aseis          | -ierais /-ieseis             |
| ellos    | -aran /-asen            | -ieran /-iesen               |

Mientras la forma -se deriva directamente del subjuntivo latino, la forma -ra es de creación más reciente y derivó del antiguo pluscuamperfecto del castellano (uso que se le da a veces y que aún se encuentra en el portugués).
Así, con el verbo comer: yo comiera, tú comieras, él comiera, nosotros comiéramos, vosotros comierais, ellos comieran.
En este tiempo del subjuntivo, pueden utilizarse oraciones que comiencen con ojalá o el condicional si, pudiendo expresar un arrepentimiento de algo ocurrido en el pasado o un deseo.
- Si lo hubiera sabido, te lo habría dicho (no lo sabía, así que no lo dije).
- Ojalá tuviera dinero (lo deseo, pero no lo tengo).

Castillo Fadić y Sologuren Insúa (2018) observan que, en el español de Chile, el pretérito imperfecto de subjuntivo se da más en textos narrativos y obras dramáticas y menos en ensayos, textos técnicos y científicos, y diarios. Además, señalan que aunque la variante -ra es mayoritaria en el país, el uso de la variante -se podría relacionarse con el género discursivo, el verbo que se esté conjugando o incluso la persona y número gramatical.

##### Pretérito perfecto
Para formar el pretérito perfecto, basta anteponer el verbo auxiliar haber en presente del subjuntivo más el verbo conjugado en su forma de participio, p.e. haya nacido, hayamos tenido, etc.
Una forma particular es el modo yusivo, que sirve para expresar un mandato o deseo de que algo hubiera sucedido en el pasado. Por ejemplo, en el subjuntivo latino moreretur, inquies..., dirás que él hubiera debido morir.

##### Pretérito pluscuamperfecto
Para formar el pluscuamperfecto, el verbo auxiliar haber debe ir en pretérito imperfecto del subjuntivo, p.e. hubiera (o hubiese) nacido, hubiéramos (o hubiésemos) tenido, etc.
|       | Presente de indicativo                                                                   | Presente de subjuntivo | Imperfecto de subjuntivo | Perfecto de subjuntivo | Pluscuamperfecto de subjuntivo |
| Ser   | yo soy tú eres vos sos él es nosotros somos vosotros sois ustedes son ellos son          | que yo sea que tú seas que vos seas (SA) que vos seás (CA) que él sea que nosotros seamos que vosotros seáis que ustedes sean que ellos sean | que yo fuera/-ese que tú/vos fueras/-eses que él fuera/-ese que nosotros fuéramos/-ésemos que vosotros fuerais/-eseis que ustedes fueran/-esen que ellos fueran/-esen | que yo haya sido que tú hayas sido que vos hayas sido (SA) que vos hayás sido (CA) que él haya sido que nosotros hayamos sido que vosotros hayáis sido que ustedes hayan sido que ellos hayan sido                   | que yo hubiera/-ese sido que tú/vos hubieras/-eses sido que él hubiera/-ese sido que nosotros hubiéramos/-ésemos sido que vosotros hubierais/-eseis sido que ustedes hubieran/-esen sido que ellos hubieran/-esen sido               |
| Estar | yo estoy tú/vos estás él está nosotros estamos vosotros estáis ustedes están ellos están | que yo esté que tú/vos estés que él esté que nosotros estemos que vosotros estéis que ustedes estén que ellos estén                          | que yo estuviera que tú/vos estuvieras que él estuviera que nosotros estuviéramos que vosotros estuvierais que ustedes estuvieran que ellos estuvieran                | que yo haya estado que tú hayas estado que vos hayas estado (SA) que vos hayás estado (CA) que él haya estado que nosotros hayamos estado que vosotros hayáis estado que ustedes hayan estado que ellos hayan estado | que yo hubiera/-ese estado que tú/vos hubieras/-eses estado que él hubiera/-ese estado que nosotros hubiéramos/-ésemos estado que vosotros hubierais/-eseis estado que ustedes hubieran/-esen estado que ellos hubieran/-esen estado |

#### Futuro (simple y perfecto)
El futuro del subjuntivo es de uso poco común en el español actual.
Se forma mediante el uso de las terminaciones -are (verbos -ar) y -iere (verbos -er o -ir).
En español moderno corriente se usa otro tiempo del subjuntivo en su lugar.
- Quien insultare a la Reina... («Quien insulte...»).
- Sea lo que fuere (frase hecha muy utilizada).

El futuro del modo subjuntivo se usaba principalmente en el ámbito legal. Ejemplos:
Serán castigados con uno a seis meses de prisión:
- Los que concurrieren al cuarto oscuro.
- Los que introdujeren en el sobre.
- Los que dañaren las boletas.
- Los que condujeren a otros electores.

|       | Futuro simple de subjuntivo                                                                                            | Futuro perfecto de subjuntivo |
| Ser   | yo fuere tú fueres él fuere nosotros fuéremos vosotros fuereis ustedes fueren ellos fueren                             | yo hubiere sido tú hubieres sido él hubiere sido nosotros hubiéremos sido vosotros hubiereis sido ustedes hubieren sido ellos hubieren sido               |
| Estar | yo estuviere tú estuvieres él estuviere nosotros estuviéremos vosotros estuviereis ustedes estuvieren ellos estuvieren | yo hubiere estado tú hubieres estado él hubiere estado nosotros hubiéremos estado vosotros hubiereis estado ustedes hubieren estado ellos hubieren estado |

### Mnemotecnia
Una mnemotecnia popular para el modo subjuntivo es precederlo de la frase "Dios quiera que...". Por ejemplo:
- Dios quiera que (tú) estudies
- Dios quiera que (nosotros) ahorremos
- Dios quiera que (ellos) respondan

## Usos del modo subjuntivo en español

### Valor de operación del modo subjuntivo vs. indicativo
En oración de relativo, si el hablante conoce la existencia del antecedente, se usa el indicativo;
Busco un hombre que habla español.
Las oraciones de relativo llevan el verbo en subjuntivo cuando el hablante desconoce la existencia del antecedente;
Busco un hombre que tenga trabajo.
También se usa el subjuntivo cuando se dice del antecedente que no existe o que es escaso;
Hay poca gente que hable mejor el español que tú.

## El subjuntivo en otras lenguas

### Alemán
Lo más parecido al subjuntivo en alemán es el conjuntivo, que es, junto con el indicativo y el imperativo, uno de los tres modos que toma el verbo.
En alemán existen dos clases de conjuntivos: el Conjuntivo I (Konjunktiv I) y el Conjuntivo II (Konjunktiv II). En ambos modos, un suceso no se representa como verdadero, sino solamente imaginado (irrealidad, potencialidad) o indicado indirectamente sin garantía.

### Inglés y neerlandés
En la enseñanza del español como lengua extranjera (ELE), el modo subjuntivo del verbo es uno de los puntos que presenta más dificultades para hablantes de idiomas que apenas usan el subjuntivo, como el inglés o el neerlandés.
En estos idiomas el uso del modo subjuntivo se limita al lenguaje jurídico o religioso (arcaizantes) y a expresiones fosilizadas como as it were (inglés), als het ware (holandés) 'digamos; por así decirlo' o Long live the king! (inglés), Lang leve de koning! (holandés) '¡Viva el rey!'.

### Francés e italiano
En el caso de la enseñanza del francés y el italiano, resulta en general fácil para los hispanohablantes construir y aplicar correctamente el subjuntivo, a pesar de existir excepciones tales como: Cuando sea grande, tendré mucho éxito; mientras que en francés se utiliza el futur simple en vez del subjuntivo para la construcción de la misma oración: Quand je serai grand, j'aurai beaucoup de succès, siendo quand je serai grand traducido como 'cuando sea grande'. Además, en los condicionales irreales el francés utiliza el imperfecto del indicativo para la subordinación condicional, en vez del imperfecto de subjuntivo como es el caso del castellano. En italiano se utiliza también el futuro semplice en vez del subjuntivo en la misma estructura: Quando sarò grande, avrò molto successo. Algo similar ocurre con Visítame cuando tú quieras, en francés Viens me rendre visite quand tu veux, donde quand tu veux se traduce como "cuando tú quieras".